# Planejamento do turismo
Planejamento do Turismo (português brasileiro) ou planeamento do Turismo (português europeu) é uma ferramenta de gestão de destinos, focada na percepção do panorama atual em que o destino se encontra nos possíveis panoramas futuros. Construindo metodologicamente um trâmite que possibilite guiar o destino do panorama atual para o futuro desejado utilizando de forma eficiente os recursos disponíveis para este fim.
Percebendo o turismo na localidade constatam-se os seus impactos negativos e positivos. Na tentativa de maximizar os impactos positivos e minimizar os impactos negativos surge o planejamento baseado na sustentabilidade. Utilizando-se do tripé fincado na equidade social, prudência ecológica e na dinamização da economia local. 

## História do Planejamento do Turismo
O planejamento é, inegavelmente, uma importante ferramenta administrativa. Sua principal função é a construção do caminho para alcançar o futuro desejado. Segundo Rattner (1979) “no âmbito do poder público, o planejamento pode ser definido como uma técnica de tomada de decisão que dá importância para a escolha de objetivos bem determinados e indica os meios mais apropriados para atingi-los” e tendo o Estado a função de construir o bem comum torna-se implícito que o bom planejamento tem como finalidade para o Estado desempenhar a sua primordial função.

### Planejamento Estatal
O Planejamento por parte do Estado teve início quando a sociedade encontrava-se com a necessidade de se reconstruir. Após o fim da primeira guerra mundial, com a crise de 1929, a antiga União Soviética tornou-se a primeira nação a aplicar o planejamento como ferramenta de reconstrução. Segundo Dias (2003) “como instrumento governamental de orientação econômica” o planejamento da URSS teve a sua construção de forma sistemática e centralizada, o que deu ao planejamento um caráter centralizador e demasiadamente controlador dentro da ótica dos países de economia livre.

#### A Segunda Guerra Mundial e o planejamento
Após a Segunda Guerra Mundial a prática do planejamento foi estendida aos países periféricos do bloco comunista e iniciada em países de economias mais abertas chegando, segundo Dias (2003), à França e ao Japão e tendo a sua aplicação em países “subdesenvolvidos” apenas na década de 50 a 60.

#### As Crises globais e o planejamento
O planejamento ganha destaque no cenário internacional, após momentos de crise global, sendo as crises de mercado as principais motivadoras da adoção do planejamento por países de economia de mercado. Tendo com exemplos as crises do México em 1994-1995, dos “Tigres Asiáticos” e outras economias do Sudeste Asiático em 1997-1998, da Rússia e do Brasil em 1998-1999, e a recente crise da Argentina de 2001-2002 que impulsionaram os governos para atuarem orientando as suas economias; segundo Ángel (2003).

### Planejamento Formal do Turismo

#### França
O planejamento formal do setor turístico em um Estado representou uma mudança de paradigmas referente ao papel da atividade turística para a economia em uma nação. Tendo sido identificada na França em 1948 identificada à necessidade de profissionalizar a atividade devido a potencial contribuição que o setor pode alcançar, tendo, portanto neste ano a implantação da primeira ação real de planejamento setorial, com o Plano Qüinqüenal do Equipamento Turístico Francês, que durou de 1948 a 1952.

#### Espanha
Em 1952 ocorre na Espanha a experiência com planejamento turístico, com o a elaboração do anteprojeto do Plano Nacional de Turismo em 1952, o que confirma a importância dada à atividade na Europa e serve de sinal de que a atividade precisa construir caminhos para que possa assim beneficiar o lugar em que ela se desenvolve.

### Delimitação territorial
O turismo é uma atividade de deslocamento em que existem regiões emissoras e receptoras tendo, portanto a necessidade de um planejamento com maior delimitação territorial. Como produto desta percepção, surge em 1955, o primeiro exemplo de planejamento regional com o estudo para a ordenação turística da Costa do Sol na Espanha, embora esta ação tenha uma percepção geográfica regional. Segundo Ángel (2003), “não consideravam a problemática do desenvolvimento turístico integral na região onde se encontravam”.

#### Planejamento regional na França
Em 1961 ocorre a primeira tentativa real de planejamento regional do turismo no sul da França, com a compra de 1.500 hectares de terreno no litoral entre “Lá Camague” e a Espanha. Nesta nova ação percebe-se uma visão mais integral da atividade contado com a presença de ministérios envolvidos, com a atuação de equipes de planejadores urbanos, secretários técnicos, empresas e outras entidades o que permitiu a esta experiência aprofundar-se melhor na problemática do desenvolvimento local.  

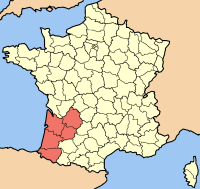
Côte Aquitain na França

#### Côte Aquitaine
Em 1970, surge o planejamento do desenvolvimento turístico de Côte Aquitaine, região da costa oeste francesa no litoral Atlântico em uma extensão de 250 quilômetros até a fronteira com a Espanha. Este trabalho contemplou uma região extremamente diferente da primeira e por este motivo teve em seu desenvolvimento outro foco. Entretanto, houve segundo Ángel (2003) uma mesma fundamentação. “Na existência de uma série de polos de desenvolvimento hierarquizados ao longo de uma grande extensão territorial”, possibilitado desenvolver a região com suas singularidades em um conjunto identitário construindo assim, uma ideia mais estruturada de um destino.

### Continente americano

#### Plano Turístico do México
No caso do continente americano, segundo Molina e Rodrigues (2001), o esforço de planejamento ocorreu “desde os anos 1960, quando foi elaborado o primeiro Plano Nacional de Desenvolvimento Turístico do México”. De acordo com Ángel (2003), este foi “fruto” do acordo presidencial de sete de julho, encarregando o então Departamento de Turismo do México na sua elaboração. Este fato foi logo seguido pelo governo da Argentina, sendo, portanto, o primeiro Estado Nacional sul-americano a produzir um planejamento setorial do turismo ocorrido em 1968.

#### Planejamento do Turismo na Argentina
Quando a Secretaria de Difusão do Turismo da Argentina, as Organizações das Nações Unidas (ONU) e o <meta />Centro de Pesquisa da Faculdade de Arquitetura e Urbanismo da Universidade de Buenos Aires implementam em parceria a primeira tentativa sul-americana de planejamento do turismo, refletindo uma união entre a comunidade científica e o setor público, baseando-se em um modelo mais participativo possibilitando uma visão mais integral o que o aproxima do planejamento de Côte Aquitaine, onde ocorre a primeira tentativa de planejamento do turismo com a participação de outros atores do setor.

### Planejamento Estatal no Brasil
No Brasil, como em outros países da América Latina, o planejamento teve como principal foco, à tentativa de mudança na estrutura de divisão internacional do trabalho, na tentativa de substituir as importações e proteger o mercado interno, tendo ainda a sua execução como pré-requisito para a obtenção de empréstimos internacionais junto a organismos como o Banco Interamericano de Desenvolvimento.

#### Planejando efetivamente
No Brasil, o planejamento por parte do Estado só foi efetivamente empregado a partir de 1956, com o Plano de Metas, no governo de Juscelino Kubitschek, “fruto” do trabalho da comissão mista Brasil e Estados Unidos. Considerando cinco setores da economia, este trabalho, segundo Dias (2003), produziu “um plano setorial, pois incorporou somente 25% do PIB brasileiro”. Este plano teve, grande importância devido ao sucesso obtido e seu valor está presente na percepção econômica, sendo o mais bem estruturado planejamento brasileiro em sua época segundo (1987 apud Dias (2003), “o Plano de Metas foi um caso bastante bem-sucedido na formulação e implementação do planejamento”.

#### Plano Trienal
A segunda contribuição refere-se ao Plano Trienal de 1963 a 1965, que, segundo Dias (2003), “embora malsucedido […] trouxe uma concepção de desenvolvimento” contribuindo significativamente quanto à ideia de divisão de renda, tendo na distribuição de renda entre as diferentes regiões, a sua maior contribuição. Segundo Dias (2003) “as experiências obtidas com o Plano Trienal foram fundamentais na elaboração dos planos posteriores” tendo, portanto, a sua importância na contribuição teórica.

#### Programa de Ação Econômica
No ano de 1964, surge o Programa de Ação Econômica do Governo de 1964 a 1966. Tendo pouco contribuído para o desenvolvimento do planejamento, pois segundo Dias (2003) a sua construção ocorreu na cúpula do governo, refletindo a pressa, a centralização e a ação de tecnocratas. Outra experiência ocorre entre 1968 e 1970 com a elaboração do Plano Estratégico de Desenvolvimento. Um plano fragmentado que propunha a aceleração econômica, contenção inflacionária, progresso social e ampliação de empregos a partir do estímulo ao setor privado e a ampliação das responsabilidades do governo. O programa de Metas e Bases para a Ação do Governo surge no ano de 1970 a 1973 tendo sido o mais ambicioso segundo Mendes (1978), pois pretendia “transformar a nação brasileira em uma grande potência mundial”. Embora não tenha a estrutura de um plano, sendo, portanto um programa parcial dependente dos planos seguintes, este contribuiu com um norteamento para os planos que o sucederam.

#### Plano Nacional de Desenvolvimento
Outra importante contribuição para a cultura do planejamento no Brasil foi dada em 1972, com o Plano Nacional de Desenvolvimento, pois este foi construído a partir de uma visão mais ampla, tendo uma maior integração dos setores. Incluiu setores produtivos da economia, indicadores econômicos e investimento social, o que permitiu uma percepção mais clara e gerou melhores resultados. No segundo Plano Nacional de Desenvolvimento aplicado entre 1975 a 1979, os panoramas de crescimento e de equilíbrio na balança comercial influíram no plano durante o governo Geisel, propondo a manutenção dos indicadores positivos. Tendo a sua maior contribuição ocorrida na questão ambiental, este plano teve, portanto, na inclusão desta temática de grande relevância, uma contribuição para o início do pensamento sustentável na política do Brasil, embora por pressão internacional devido aos reflexos da acelerada industrialização ocorrida no período anterior, tendo esta contribuição influenciado a elaboração do terceiro Plano Nacional de Desenvolvimento para os anos de 1980 a 1985. Este novo trabalho tem como maior contribuição à percepção de que o problema ambiental se constitui como uma tarefa intersetorial, segundo Dias (2003), aparecendo “juntamente com Ciência e Tecnologia”.

#### Plano Real
Com o fim do período de regime militar, tivemos como Presidente um civil a governar o país. Tendo pouco êxito socioeconômico o governo civil passou por um período de intensa crise e o planejamento aplicado não produziu reflexos positivos. A primeira contribuição relevante no âmbito do planejamento ocorreu no governo do Presidente Itamar Franco com o Plano Real em 1994 idealizado pelo Ministro e posterior Presidente Fernando Henrique Cardoso. O Plano Real possibilitou um controle inflacionário, permitindo construir um cenário econômico menos turbulento o que permitiu maiores investimentos externos e facilitou na administração financeira empresarial.

### Planejamento no setor turístico no Brasil

#### Plano Nacional do Turismo
No ano de 1991 cria-se o primeiro Plano de Desenvolvimento do Turismo, que por conta da deposição do Presidente Fernando Collor de Mello não chega a ser implantada neste governo.
No governo seguinte aplica-se o Plano de Desenvolvimento do Turismo em ￼1992￼￼, sem grandes efeitos.

#### O Plano de Ecoturismo
O Plano Nacional de Ecoturismo surge em 1994 como um planejamento setorial de um importante segmento turístico.

#### Programa Nacional de Municipalização do Turismo
Para o Setor Turístico, surgiu em 1994, no governo do então Presidente Fernando Henrique, o Programa Nacional de Municipalização do Turismo, correspondendo ao mais bem estruturado planejamento do setor propondo uma integração e descentralização do planejamento e da gestão do setor. O PNMT que segundo Dias (2003) “adota a metodologia da Organização Mundial de Turismo”, abordando a sustentabilidade como importante temática para a discussão do planejamento nas localidades, tendo na criação do Conselho Municipal do Turismo o espaço desta argumentação dos envolvidos com o turismo. É uma tentativa de criar um consenso de propostas para o desenvolvimento local. Este mesmo modelo reflete-se no Comitê Estadual do PNMT e na sua coordenação geral, o Comitê Executivo Nacional do PNMT. Este plano possibilitou uma ordenação do turismo que se refletiu nas prefeituras, Unidades Federadas e na União, possibilitando garantir a presença da temática do turismo em todos os Estados e em muitos municípios com potencial turístico. 
Segundo Dias (2003), como resultado do PNMT “o município deve construir sua política dentro da perspectiva do desenvolvimento sustentável. […] tendo como baliza a Política Nacional de Turismo”. Este norteamento possibilitou descentralizar a construção da política,  tendo entretanto a crítica quanto a centralização da execução e do controle.

#### Plano Nacional do Turismo
Surge no governo do presidente Luiz Inácio Lula da Silva o Plano Nacional de Turismo para o ano de 2003 ao ano de 2007 na gestão do então ministro do Turismo Walfrido dos Mares Guia.

### Planos Estaduais de Turismo

#### Na Bahia

##### Recôncavo baiano
No Estado da Bahia teve-se um dos primeiros exemplos no planejamento do setor turístico com o Plano de Turismo do Recôncavo em 1951 tendo reflexo em ações até a década de 1990, sendo, o primeiro plano estadual de turismo e também anterior ao Plano de Desenvolvimento do Turismo de 1991 do Governo Federal O que coloca o Estado da Bahia em papel de destaque no cenário nacional do turismo.

#### Na Amazônia
Surge em 1978 o 1° Plano Nacional de Turismo da Amazônia gerado por solicitação da SUDAM e da EMBRATUR. Para o período de 1980 a 1985 tendo em 1990 o 2° Plano Nacional de Turismo da Amazônia para a década de 1990.

#### No estado do Ceará
Ocorre já no ano de 1979 o primeiro plano para o setor no Estado do Ceará com o Plano Integrado de Desenvolvimento Turístico do Estado do Ceará.

#### No estado de Minas Gerais
Surge em 1994 o Plano Mineiro de Turismo.

### Gestão Municipal do Turismo

#### Seção de Turismo
Segundo Aquino Queiroz (2002,  p.21), o sistema turístico baiano teve a sua delineação iniciada da década de 1930, com a institucionalização da atividade com a Secção de Turismo da Diretoria do Arquivo e Divulgação da Prefeitura Municipal de Salvador.
Com quadro de pessoal restrito contando com apenas 4 ou 5 funcionários a seção funcionava no Arquivo Público da Prefeitura Municipal de Salvador.
Em 1953 passa a ser designada como Diretoria Municipal de Turismo (DMT) tendo sua ação ligada ao apoio aos eventos mais representativos de Salvador.

## Programas Setoriais

### PRODETUR
O Banco do Nordeste – (BNB) teve sua maior contribuição para o setor turístico ocorrida com a implementação de um Programa de Ação para o Desenvolvimento Integrado do Turismo nomeado atualmente como Programa de Desenvolvimento do Turismo – (PRODETUR), estruturado como um programa global de desenvolvimento do setor turístico dividido regionalmente.

#### PRODETUR Nordeste
Para a Bahia, segundo Aquino de Queiroz, (2002, p.145), “o fato de maior impacto […] foi o lançamento de uma série de proposições para a constituição de um programa para o turismo nordestino”. O PRODETUR Nordeste surge com o objetivo de desenvolver de forma sustentável a atividade turística na região Nordeste, de forma planejada e sistêmica, focado na geração de emprego e renda e na melhoria da qualidade de vida da população local, sendo a maior contribuição para o fomento da atividade na Bahia, tendo sido aplicado 213,443.1 US$ referente ao PRODETUR I, compreendendo 35% dos recursos aplicados no nordeste.

## Modelos de Planejamento do Turismo

### Sustentável
O turismo necessita de um planejamento  que possibilite a utilização dos recursos sem destruí-los permitindo a preservação para as gerações futuras do patrimônio explorado agora. Para que tal princípio seja respeitado, torna-se imprescindível planejar de forma participativa, trazendo os diversos atores do turismo para a discussão.

#### Gestão Responsável
A gestão responsável e sustentada dos recursos naturais e o respeito à preservação da identidade cultural de populações nativas tem servido como base para a reflexão no momento de planejamento de destinos turísticos para se construir ações que atendam aos anseios e necessidades de desenvolvimento de muitos destinos. O Brasil é um país com potencial turístico, graças às suas belezas naturais, a diversidade cultural e biológica, e pela impressionante riqueza cultural de povo. O turismo além de servir como fonte de rendimento para os investidores pode também, promover o desenvolvimento sustentável dos municípios através da gestão e aplicação de um planejamento sustentável efetivamente criado de forma participativa e integrada.

### Participativo
A atividade turística necessita da atuação do setor privado quando pensamos na implantação de hotéis, restaurantes e agências, entretanto existem outros atores ainda mais importantes. Os detentores da cultura local, ou seja, a comunidade é um parceiro central, pois é este que conviverá com o fluxo turístico e seus impactos. Outro potencial ator é o terceiro setor ou ONGs de cunho social e ambiental que poderão auxiliar nas discussões sobre as alternativas para a inclusão social e utilização sustentável dos recurso naturais. A comunidade científica participa fomentando o trâmite metodológico correto. Tendo ainda o setor público, como ator auxiliar, a quem cabe  orientar o processo pautando as reflexões de cada momento e “engatilhar” o processo com a implantação, isoladamente ou em parceria, das ações planejadas dentro deste consensual processo de planejamento e gestão.

### Integral
Outra característica necessária ao planejamento do turismo  é a sua visão integral, fruto da contribuição do caráter de planejamento participativo, a integralidade se dá através das diferentes visões que cada ator envolvido pode fornecer juntamente com a percepção de que o destino turístico não se encontra restrito aos limites geopolíticos dos núcleos receptores. 
A percepção integral de um destino pode vir de encontro, com os limites municipais, estaduais (sub-nacionais) ou mesmo federais (Nacionais), pois constata a mobilidade do turista e a participação de localidades que por estarem distantes do núcleo turístico muitas vezes são esquecidas no momento de planejamento do destino turístico.

#### Atividade Turística
A atividade do turismo é, atualmente, um dos setores da economia que apresenta os mais elevados índices de crescimento no contexto da economia mundial. O turismo movimenta cerca de US$ 3,5 trilhões anualmente e, apenas na última década, expandiu sua atividade em 57%. (dados da EMBRATUR). No entanto, nem todas as formas de turismo, em muitos casos, geram um desenvolvimento que permita um retorno econômico para a comunidade envolvida, principalmente quando se trata do turismo de massa em que o meio ambiente sofre consequências drásticas, acabando até mesmo por esgotar os recursos utilizados. 
O ecoturismo surgiu como uma forma de promover o turismo sustentável e minimizar os aspectos negativos do turismo de massa. Para Hector Ceballos-Lascuráin, o ecoturismo é uma forma de turismo em que se dá uma grande importância ao ambiente natural. Esta atividade tem como objectivos principais a conservação, o planeamento, o desenvolvimento e a gerência das áreas naturais, assim como a utilização sustentável dos seus recursos. Além disto, a utilização correcta dos recursos naturais permite um desenvolvimento económico, assegurando, ao mesmo tempo, os legados na Natureza para as gerações futuras.